# Nicolas Cernokrak
Nicolas Cernokrak est un prêtre orthodoxe et théologien serbe. Doyen de l'Institut Saint-Serge à deux reprises, spécialiste de l'exégèse du Nouveau Testament, il est notamment recteur de la paroisse Saint-Séraphin-de-Sarov depuis 1994.

## Biographie
Nicolas Cernokrak naît le 26 mars 1951 à Benkovac.
À partir de 1967, il séjourne au monastère de Krka. Il commence des études à Belgrade, puis Athènes, avant de gagner Paris en 1973.

### Responsabilités et engagement pastoral

#### Dans l'enseignement
Enseignant à l'Institut Saint-Serge depuis 1981, il se revendique quelques années plus tard d'une théologie « scientifique » et « critique ».
Il est nommé doyen en 2008. En 2012, il est cependant mis en difficulté par un détournement de 400 000 € opéré par Patrick Brispot, trésorier bénévole de l'association de gestion de l'Institut. Le recteur, l'archevêque Job Getcha, dénonce alors une « situation inquiétante », cependant que Cernokrak cède sa place à Nicolas Ozoline.
Il reprend cependant la direction deux ans après, et est même réélu en 2017.
Il prend finalement sa retraite de Saint-Serge en 2021, mais demeure enseignant à l'Institut supérieur d'études œcuméniques, et membre du conseil d'administration de cette entité.

#### En paroisse
En 1985, il est ordonné diacre, puis prêtre pour l'Archevêché des églises orthodoxes russes en Europe occidentale. Il part dans la foulée à Rome pour diriger la paroisse Saint-Nicolas, où il demeure jusqu'en 1987. Il est fait archiprêtre dès 1986.
En 1993, il est nommé recteur de la paroisse Saint-Martin-le-Miséricordieux à Tours, où il continuera de célébrer jusqu'en 2001. L'année suivante, il devient le premier non-Russe à être nommé à la tête de la paroisse Saint-Séraphin-de-Sarov, à Paris.
Au fil des années il introduit le français dans la célébration des offices, y voyant « une nécessité » pour ne pas « vivre dans le ghetto ».
Dans les années 2000, secondé par Christophe Levalois, il lance les Rencontres orthodoxes et organise notamment un séminaire d'étude de la Philocalie.
En 2013, il accompagne environ 150 paroissiens.
En 2019, il inaugure le centre culturel Mère-Marie-Skobtsov dans la maison paroissiale de Saint-Séraphin.
En 2022, devant faire face à l'incendie accidentel qui ravage Saint-Séraphin, à l'origine d'un vaste émoi, il organise le déménagement temporaire de sa paroisse en la crypte de l'église Saint-Léon,,, ainsi que la restauration de l'église, effective dès l'année suivante.

### Activités d'enseignement et de recherche
En 1978, il consacre son mémoire de maîtrise à Saint-Serge à la divinisation chez Syméon le Nouveau Théologien, auteur dont il se fera le spécialiste.
En 1981 cependant, c'est à l'histoire médiévale de la Serbie qu'il consacre sa thèse à l'École pratique des hautes études.
Il se spécialise finalement dans la théologie ascétique et l'exégèse du Nouveau Testament, disciplines qu'il enseigne à Saint-Serge.
À partir de 1991, il prend la suite d'Alexis Kniazeff comme président orthodoxe de l'Association œcuménique pour la recherche biblique. C'est à titre qu'il prend part à l'édition et la révision de la nouvelle édition de la Traduction œcuménique de la Bible, en 2010.
S'étant aussi intéressé à d'autres pères de l'Église, il est par ailleurs membre du comité éditorial de la revue Acta Patristica, et responsable de la commission théologique de l'Assemblée des évêques orthodoxes de France jusqu'en 2022.

### Vie personnelle
Avec son épouse Catherine, conservatrice et historienne de l'art, il a deux enfants, dont Jean, responsable laïc de la paroisse orthodoxe d'Orléans.

## Ouvrage
- Avec Atanasije Jevtić (en), Theologie ascétique, Paris, Institut Saint-Serge, 1986 (présentation en ligne).